# Hongerenborgh

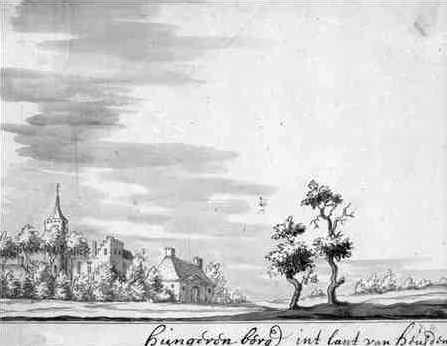
De Hongerenburgt in 't land van Heusden

Het 14e-eeuwse kasteel Hongerenburcht in de Nederlandse plaats Vlijmen werd waarschijnlijk gebouwd in de tweede helft van de veertiende eeuw. De naam wordt ook weergegeven als Hongerenburcht en Hommelenburcht. Maar ook de namen Hungerenburg en Hongarenburg komen voor. Deze naam ontleent men aan de Hungaren, een volksstam, die in de tijd der Noormannen en Hunnen uit het Oosten is binnengevallen en zich ten slotte hier gevestigd heeft (zie ook de verklaring voor de naam Hedikhuizen).
Vlijmen heeft een burcht of kasteel gekend en deze burcht heeft in verband gestaan met het Kasteel Onsenoort. De kastelen van d'Oultremont, Onsenoort, Gemeintje, Hongerenburg liggen ongeveer op diagonaal en zijn verbonden geweest door een weg, waarvan de Donkspad onder andere nog een restant moet zijn.
Een van de laatst bekende vermeldingen van dit huis is in een testamentaire acte opgemaakt door Robbert Adriaan de Wijs op 4/5 september 1690 te Vlijmen. Hij maakt "sieckelijk te bedde liggende, noghtans sijne kennisse, memorie en verstant wel magtigh, en gebruijkende" zijn testament op. Hij laat "De Hongerenborg" na aan zijn nichten Sijcken en Neesken Aerts (de Wijs). Omstreeks 1662 is Adriaen Adriaensen (vader van Robbert Adriaan) overleden. Hij laat het stuk grond na aan zijn enige nog levende kind, Robbert Adreaensen de Wijs. Deze is in 1687 borgemeester van Vlijmen.
Er is de vele jaren door onder andere de heemkunde vereniging gezocht naar de plaats alwaar dit bouwwerk gestaan heeft, alsmede de omvang van dit gebouw. Onlangs zijn enkele fundamenten van dit gebouw gevonden. Dominee Groen schrijft over dit kasteel, dat er toentertijd (ca. 1640) nog slechts enkele muren overeind stonden, en dat het bijbehorende land reeds verkaveld was en aan de boeren toegedeeld.
Het kasteel is uit historische bronnen vaag bekend; alleen een onbetrouwbare afbeelding is bewaard gebleven. De eerste geschriften dateren van 1375. Het bovengrondse gedeelte werd volledig verwoest tijdens de Tachtigjarige Oorlog (ca. 1605). In het begin van de jaren vijftig van de twintigste eeuw werden voor het eerst met behulp van de wichelroede funderingsresten aangetoond en op een schets vastgelegd. In 1965 werden nog opgravingen gedaan, maar geen intacte restanten gevonden.
Onlangs is door Archeologisch Adviesbureau RAAP, aan de noordzijde van de Hongerenburgweg in een bos met populieren veldonderzoek verricht. Bij dit onderzoek werden belangrijke sporen van de burcht zichtbaar. Er werden 7 proefsleuven gegraven met een oppervlakte van ongeveer 600 m², waarin greppels, kuilen, paalsporen, muurwerk, aardewerk, bouwmateriaal, glas, metaal en bot werden aangetroffen. Er werd een muur vastgesteld, opgetrokken uit kloostermoppen uit de 13e of 14e eeuw. De breedte van de muur bedraagt 60 à 80 cm en bevat 8 steenlagen. De opgegraven, nu nog intacte muur is maar liefst 53 meter lang; andere delen ervan zijn in de gracht gegooid. Er loopt een dubbele slotgracht evenwijdig aan de muur. Een uitbraakspoor dat haaks op de muur staat, wijst op enige fasering van de bebouwing op het binnenterrein. Er werden veel paalkuilen aangetroffen, die mogelijk de beschoeiing van de gracht vormden. Verwacht wordt dat het omgrachte terrein minstens 120 meter lang is; de werkelijke omvang kon bij de opgraving niet worden vastgesteld. Er werd een constructie aangetroffen van mogelijk een brug, die vanaf het zuiden toegang gaf tot het kasteel. De aangetroffen sporen strekken zich, naar verwachting, verder uit naar het westen, oosten en noorden. De kwalificatie van de archeologische waarde is hoog voor wat betreft gaafheid, conservering, zeldzaamheid en informatiewaarde en is daarmee heel bijzonder.

## Bewoners/bezitters van de Hongerenburcht te Vlijmen
De Hongerenburcht te Vlijmen lag tussen de Dijk en Mommersteeg in de kleine Kaveling. Het is wellicht voorzichtiger om te spreken van de bezitters van dat heerlijk goed. Het behoeft niet zeker te zijn, dat die leenmannen die burcht ook zelf bewoonden.
Het was een huis, dat toebehoort zou hebben aan de Heren uit het Sticht van Utrecht.
- 1375: Godevaert Bovier in erfleen ontvangen van Hertog Albrecht van Beieren.
- 1405: Govert Bovier vestege eene lijftochte uit goederen onder Vlijmen gelegen op zijn vrouw Geertruide Jan Kuist dochter van Hondsoorde.
- 1405: Hertog Willem bevesticht bovengenoemde lijftocht.
- 1530: Gerrit van Malsen wordt verleid met een huis en hof met de woninghe en met 4 morgen land binnen de grachten en singelen daartoe behoorende.
- 1572: Sara van Malsen dochter van Gerrit van Gerrit van Malsen worde met het goed bovengenoemd verleid.
- 1612: Sara van Malsen draagt het goed op aan jonkheer Gijsbert van Hardenbroek.
- 1619: Bartholomeus Jansz Schilders ontvangt het goed in leen van de Graafschap van Holland.
- 1662: Willem Bartholomeus Schilders erft van het goed van zijn vader Bartholomeus Jansz Schilders en worde het leen bevestige door Raadspensionaris Joh. de Witt en Ewout Brands.
- 1732: 1/8 van bovengenoemd goed aangekocht door de Diaconie der Herv. Gemeente van Vlijmen van de eigenaar Jan Schilders en Dielis Perry.